# Flavia Pennetta
Flavia Pennetta, italijanska tenisačica, * 25. februar 1982, Brindisi, Italija.
Največji uspeh v karieri je dosegla leta 2015, ko je osvojila svoj edini turnir za Grand Slam v posamični konkurenci za Odprto prvenstvo ZDA, v finalu je premagala rojakinjo Roberto Vinci. Na turnirjih za Odprto prvenstvo Avstralije se je najdlje uvrstila v četrtfinale leta 2014, na turnirjih za Odprto prvenstvo Francije in Odprto prvenstvo Anglije pa v četrti krog. V konkurenci žesnkih dvojic je leta 2011 osvojila turnir za Odprto prvenstvo Avstralije skupaj z Giselo Dulko, na turnirjih za Odprto prvenstvo ZDA se je uvrstila v finale v letih 2005 in 2014. Nastopila je na olimpijskih igrah v letih 2008 in 2012. Štirikrat je z reprezentanco osvojila Pokal federacij.

## Finali Grand Slamov

### Posamično (1)

#### Zmage (1)
| Leto | Turnir               | Nasprotnica v finalu | Rezultat finala |
| 2015 | Odprto prvenstvo ZDA | Roberta Vinci        | 7–6(7–4), 6–2   |

### Ženske dvojice (3)

#### Zmage (1)
| Leto | Turnir                      | Partnerica   | Nasprotnici v finalu                | Rezultat finala |
| 2011 | Odprto prvenstvo Avstralije | Gisela Dulko | Viktorija Azarenka Marija Kirilenko | 2–6, 7–5, 6–1   |

#### Porazi (2)
| Leto | Turnir                   | Partnerica        | Nasprotnici v finalu               | Rezultat finala |
| 2005 | Odprto prvenstvo ZDA     | Jelena Dementjeva | Lisa Raymond Samantha Stosur       | 2–6, 7–5, 3–6   |
| 2014 | Odprto prvenstvo ZDA (2) | Martina Hingis    | Jekaterina Makarova Jelena Vesnina | 6–2, 3–6, 2–6   |